# Esther Duflo
Esther Duflo (ur. 25 października 1972) – francusko-amerykańska ekonomistka pracująca na Massachusetts Institute of Technology. Odegrała wiodącą rolę w popularyzacji eksperymentów terenowych w ekonomii. Jej główne obszary badań to ubóstwo, ekonomia rozwoju i zagadnienia mikroekonomii ważne dla krajów rozwijających się, takie jak empiryczna ocena efektywności programów rozwojowych, ekonomia edukacji, opieki zdrowotnej, gospodarstwa domowego, czy dostępu do rynków finansowych.
Uhonorowano ją szeregiem wyróżnień, takich jak MacArthur Fellowship, John Bates Clark Medal, Nagroda Księcia Asturii, oraz wsparciem Gates Foundation. Jest m.in. współzałożycielką i dyrektorką Abdul Latif Jameel Poverty Action Lab na MIT i pracowniczką naukową NBER. W 2019 została laureatką nagrody im. Nobla z ekonomii (wspólnie z Abhijitem Banerjeem i Michaelem Kremerem).

## Życiorys

### Wczesne życie i edukacja
Urodziła się w 1972 w Paryżu. Jej ojciec jest francuskim matematykiem, a matka lekarką. Podjęła studia na École normale supérieure planując zostać historyczką. W 1993 w trakcie nauki odbyła roczny staż badawczy w Moskwie, gdzie miała okazję pracować w zespołach Jeffreya Sachsa i innych ekonomistów badających transformację ustrojową i gospodarczą Rosji. Ukończyła licencjat z historii i ekonomii w 1994 oraz studia magisterskie z ekonomii na École des hautes études en sciences sociales i École d'économie de Paris w 1995.
Wspólnie z jej ówczesnym partnerem, Emmanuelem Saezem, podjęła następnie studia doktoranckie na MIT. Według jej relacji, już po pierwszym miesiącu nauki ekonomii rozwoju na tej uczelni była przekonana, że to dziedzina którą chce się zajmować. Obroniła doktorat dysertacją poświęconą analizie eksperymentu naturalnego z Indonezji pod kierunkiem Abhijita Banerjee i Joshui Angrista w 1999.

### Praca
Po ukończeniu nauki otrzymała oferty pracy od większości prestiżowych uczelni amerykańskich. Od studiów jest pracowniczką MIT, z wyjątkiem lat 2001–2002 które spędziła na Uniwersytecie w Princeton. W wieku 29 lat została jedną z najmłodszych osób w kadrze MIT uhonorowanych pozycją tenured associate professor. W 2003 współzałożyła na tej uczelni Poverty Action Lab, które zrealizowało od tego czasu ponad 200 terenowych eksperymentów z obszaru ekonomii rozwoju, oraz wykształciło licznych praktyków randomizowanych badań kontrolnych.
Znalazła się na listach najważniejszych intelektualistów świata (Foreign Policy, 2008, 2010 i 2012, Time, 2011) i najciekawszych młodych ekonomistów (The Economist, 2008). Książka, którą napisała wspólnie z Banerjee, Poor Economics, zdobyła w 2011 nagrodę tytułu roku Financial Times i Goldman Sachs.
14 października 2019 roku wspólnie z Abhijitem Banerjeem i Michaelem Kremerem została nagrodzona Nagrodą Banku Szwecji im. Alfreda Nobla w dziedzinie ekonomii za eksperymentalne podejście do łagodzenia ubóstwa. Komitet nagrody wskazał na praktyczne wnioski płynące z badań laureatów, m.in. o efektywności kosztowej kształcenia wyrównawczego i profilaktyki zdrowotnej, oraz o niskiej skuteczności pomocy słabo dopasowanej do lokalnego kontekstu.

## Życie prywatne
W 2015 poślubiła Abhijita Banerjee.